# Kennan (thị trấn), Wisconsin
Kennan là một thị trấn thuộc quận Price, tiểu bang Wisconsin, Hoa Kỳ. Năm 2010, dân số của thị trấn này là 343 người.